# Чайя
Чайя (Chauna) — рід гусеподібних птахів родини паламедеєвих (Anhimidae). Включає два види.

## Поширення
Представники роду поширені в Південній Америці.

## Опис
Птахи завдовжки 76-95 см, вагою 2,7-4,4 кг.

## Види
- Чайя колумбійська (Chauna chavaria)
- Чайя аргентинська (Chauna torquata)